# Шульте, Юрий Августович
Юрий Августович Шульте (17.07.1910 — 18.08.1995) — учёный-металлург, лауреат Ленинской премии.
Выпускник Днепропетровского металлургического института 1931 года.
Трудовая деятельность:
- 1931—1941 плавильный мастер, обер-мастер, начальник смены, зам. начальника цеха на заводе «Запорожсталь»
- 1941—1945 зам. начальника электросталеплавильного цеха на Кузнецком металлургическом комбинате
- 1945—1947 начальник центральной лаборатории завода «Днепроспецсталь»
- 1947—1987 зав. кафедрой «Машины и технология литейного производства», декан факультета (1948—1956), проректор по научной работе (1956—1974) Запорожского машиностроительного института. С 1967 года научный руководитель Лаборатории износостойких и хладостойких сталей и сплавов.

Автор более 50 авторских свидетельств и 4 монографий.
Кандидат технических наук (1946), доцент (1947), доктор технических наук (1955), профессор (1956).
Член-корреспондент АН УССР (1969).
Лауреат Ленинской премии 1963 года. Награждён двумя орденами Трудового Красного Знамени (в том числе 16.07.1980), орденом «Знак Почёта», медалями.